# アキフ・ピリンチ
アキフ・ピリンチ（Akif Pirinçci、1959年10月20日 - ）はトルコ・イスタンブール生まれ、ドイツ育ちの小説家。男性。創作活動はドイツ語で行っている。

## 略歴
20歳のときに、トルコ人の若者とドイツ人の女子学生の恋を描いた小説『涙は最後に』（未訳 Tränen sind immer das Ende、1980年）を発表しデビュー。
1989年、雄猫のフランシスを探偵役にした長編ミステリ小説『猫たちの聖夜』（原題『猫科』 Felidae）を発表。この作品はドイツでベストセラーになり、ドイツのミステリ雑誌『Mimi』が主催するミステリ賞を受賞した。その後、アニメ映画化もされている。1993年に発表したシリーズ第2作『猫たちの森』（原題『フランシス』 Francis）もベストセラーになった。日本ではシリーズの最初の2作品しか訳されていないが、ドイツ本国では2012年の第8作"Göttergleich"（未訳）まで出版されている。
雄猫フランシス・シリーズ以外の作品も発表しており、2001年発表の"Die Damalstür"（未訳）は2009年に"Die Tür"のタイトル（邦題『ザ・ドア 交差する世界』）でマッツ・ミケルセン主演で映画化された。
『猫たちの聖夜』は日本では1994年に翻訳出版され、『このミステリーがすごい!』で第10位にランクインした。なお、『猫たちの聖夜』は日本では「ドイツ・ミステリ大賞受賞作」として紹介されたが、これはその後に受賞作の紹介が進んだドイツ・ミステリ大賞（Deutscher Krimi Preis、DKP賞）のことではない。『猫たちの聖夜』の日本語訳書のあとがき等では賞の主催団体や賞名のドイツ語表記が示されておらず、「ドイツ・ミステリ大賞」がどの賞のことを指しているのかは明確でない。

## 日本語訳作品
小説
- 猫たちの聖夜 （訳：池田香代子、1994年6月、早川書房、ISBN 4152078545／1997年11月、ハヤカワ文庫NV、ISBN 4150408564）（Felidae (1989)）
- 猫たちの森 （訳：池田香代子、1996年12月、早川書房、ISBN 4152080507）（Francis: Felidae II (1993)）

その他
- 猫のしくみ 雄猫フランシスに学ぶ動物行動学 （ロルフ・デーゲンと共著、監修：今泉忠明、訳：鈴木仁子、2000年2月、早川書房、ISBN 4152082631）（Das große Felidae-Katzenbuch (1994)）

## 主な作品
雄猫フランシス・シリーズ
1. Felidae (1989) - 『猫たちの聖夜』
2. Francis: Felidae II (1993) - 『猫たちの森』
3. Cave Canem (1999)
4. Das Duell (2002)
5. Salve Roma! (2004)
6. Schandtat (2007)
7. Felipolis (2010)
8. Göttergleich (2012)

その他
- Tränen sind immer das Ende (1980)
- Der Rumpf (1992)
- Yin (1997)
- Die Damalstür (2001)
- Der eine ist stumm, der andere ein Blinder (2006)
- Der letzte Weltuntergang (2007)